# Jimmy Martínez
Jimmy Antonio Martínez Candia (* 26. Januar 1997 in Laja) ist ein chilenischer Fußballspieler. Der Mittelfeldspieler bestritt vier Länderspiele für die chilenische Fußballnationalmannschaft und wurde auf Vereinsebene ein Mal chilenischer Meister.

## Karriere

### Verein
Jimmy Martínez begann seine Profikarriere bei 2014 bei Naval und wechselte dann in die Jugend von CD Huachipato, wo er mit der U19-Mannschaft chilenischer Meister wurde. Gleichzeitig wurde er durch erste Einsätze an die Profimannschaft in der Primera División herangeführt. Zur Saison 2019 wechselte der Mittelfeldspieler zu Universidad de Chile, wo er sich jedoch keinen Stammplatz erkämpfen konnte. In der Saison 2021 spielte Martínez auf Leihbasis für Deportes La Serena und kehrte im Februar 2022 zu Huachipato zurück. In der Meistersaison 2023 bestritt er 28 Spiele und erzielte ein Tor, das in der Gala Crack Easy 2023 als schönstes Saisontor ausgezeichnet wurde.

### Nationalmannschaft
Im Jahr 2015 gewann Martínez mit der U20-Nationalmannschaft das L'Alcúdia-Turnier.
Im Mai 2018 debütierte er für die A-Nationalmannschaft beim Freundschaftsspiel gegen Rumänien, als er in der 85. Spielminute für Diego Valdés eingewechselt wurde. Anschließend bestritt er drei weitere Freundschaftsspiele für die La Roja. Zuletzt lief er im März 2019 beim Freundschaftsspiel gegen die USA auf.

## Erfolge
Huachipato
- Chilenischer Meister: 2023